# Київський жіночий медичний інститут

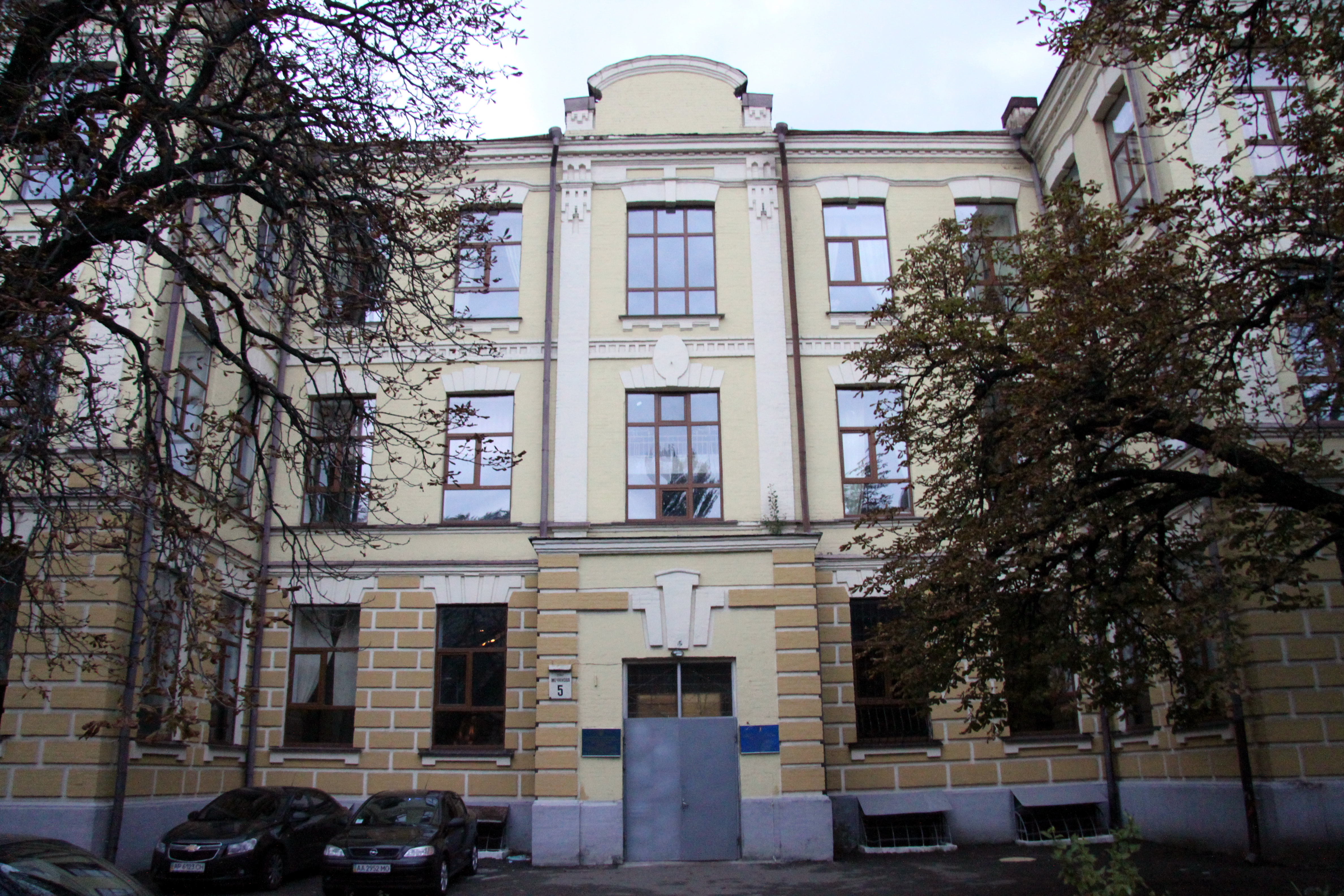
Будівля анатомічного театру, побудованого для медичного відділення Вищих жіночих курсів

Київський жіночий медичний інститут було створено на базі медичного відділення Вищих жіночих курсів у 1915 році. Інститут проіснував до 1920 року, коли був приєднаний до Медичного факультету Київського університету з утворенням Інституту охорони здоров'я, що невдовзі отримав назву «Київський медичний інститут». Директором медичного відділення КВЖК та перший рік існування Жіночого медичного інституту був Сергій Томашевський, а після нього ректором був Павло Морозов.

## Передумови
1898 року на зборах Київського комітету Червоного хреста було запропоновано створити в Києві жіночий вищий навчальний заклад. Студенти Медичного факультету Київського університету зібрали понад 3 тисячі рублів для фонду організації Жіночого медичного інституту.
У 1905 році приват-доцент Київського університету Андрій Карницький домігся відкриття в Києві жіночих педагогічно-медичних курсів «Мати й дитя»
У 1906 році Міністерство народної освіти Російської імперії за зверненням Ради Київського університету дозволило приймати на 3-5-й курси медфакультету жінок, які вивчали медицину за межами імперії, петербурзькому жіночому медінституті чи на московських курсах.

## Медичне відділення Вищих жіночих курсів
Вищі жіночі курси в Києві відкрилися повторно 1906 року, а лише 23 вересня 1907 року вдалося організувати медичне відділення при них. Було створено Педагогічну раду курсів, куди ввійшли професори університету святого Володимира Феофіл Яновський, Володимир Високович, Сергій Томашевський тощо. Було затверджено «Положення про Медичне Відділення при Вищих жіночих курсах у м. Києві». Професори звернулися до Київської думи з проханням виділити землю для побудови анатомічного театру для цього відділення.
Лише влітку 1908 року під керівництвом Високовича розпочалося будівництво в обійсті Олександрівської лікарні в Києві. У приміщенні знаходилися кафедри нормальної хірургії, оперативної хірургії, гістології, патологічної анатомії, загальної патології.
Перші 95 випускниць Медичного відділення віком 24-39 років отримали дипломи 1912 року, а всього за 1912-1916 роки було видано понад 700 дипломів.
На Всеросійській виставці 1913 року, що відбувалася в Києві, Медичне відділення КВЖК отримало золоту медаль.

## Жіночий медичний інститут
Попри формальну підпорядкованість КВЖК, медичне відділення існувало як окрема установа.
У 1914 році кількість студенток курсів зросла вже до 1500 осіб. 1915 року курси були перетворені на окремий Жіночий медичний інститут.

## Будівля
Будівлю Жіночого медичного інституту було споруджено у 1908—1909 роках за проектом військового інженера Павла Голуб'ятникова. На побудову були зібрані гроші з оплати курсисток за перші 2 курси.

## Приєднання
16 червня 1919 року радянська влада ухвалила рішення про спільне викладання для чоловіків і жінок в університетах. Через це всі кафедри Жіночого медичного університету об'єднувалися з медичними кафедрами Київського університету. Проте через часті зміни влади в Києві остаточного об'єднання тоді не сталося. Лише в березні 1920 року більшовицьке Управління вищої школи Києва видало наказ про об'єднання Медичного факультету Київського університету (української та російської лектур) з Жіночим медичним інститутом у Інститут охорони здоров'я, який було остаточно створено в липні-серпні 1920 року. У жовтні того ж року до новоствореного інституту було приєднано в статусі факультету Одонтологічний інститут, а вже в січні 1921 року установу перейменували на Київську державну медичну академію. У грудні академію знову перейменували на Київський медичний інститут, який проіснував до 1992 року.

## Викладачі

### Професори
У Медичному відділенні КВЖК та Жіночому медичному інституті викладали професори Київського університету.
- Брюно Георгій Георгійович — гінеколог, професор медичного відділення КВЖК.
- Високович Володимир Костянтинович — патологоанатом, завідувач кафедри патологічної анатомії медичного відділення КВЖК у 1908—1912 роках.
- Вотчал Євген Пилипович — ботанік, професор медичного відділення ВЖК.
- Константинович Володимир Миколайович — патологоанатом, професор медичного відділення КВЖК.
- Лапинський Михайло Микитович — психіатр, професор медичного відділення КВЖК.
- Левитський Михайло Андрійович — офтальмолог, професор медичного відділення КВЖК.
- Ліндеман Володимир Карлович — патофізіолог, професор медичного відділення КВЖК.
- Малков Григорій Митрофанович — терапевт
- Павло Морозов[ru] — хірург, директор Київського жіночого медичного інституту (1916—20), проректор Київської державної медичної академії (1921).
- Муратов Олександр Олександрович[ru] — гінеколог, професор медичного відділення КВЖК.
- Нечай Павло Іванович (1859—?) — психіатр, професор медичного відділення КВЖК і кафедри психіатрії Київського державного медичного інституту (1920—24).
- Оболонський Микола Олександрович — судмедексперт, професор медичного відділення КВЖК.
- Орлов Володимир Дмитрович — гігієніст, професор медичного відділення КВЖК.
- Радзієвський Олексій Григорович — хірург, професор медичного відділення КВЖК і Київського жіночого медичного інституту (1907—1919).
- Садовень Олексій Андрійович — біохімік, професор медичного відділення КВЖК.
- Стражеско Микола Дмитрович (1876—1952) — терапевт, професор медичного відділення КВЖК (з 1910)
- Титов Іван Трохимович[ru] — патологоанатом, завідувач кафедри патологічної анатомії та гістології Київського жіночого медичного інституту (1913—1920)
- Томашевський Сергій Петрович — дерматовенеролог, директор медичного відділення ВЖК і створеного на їхній основі з його ініціативи Київського жіночого інституту (1909—1916).
- Тржецеський Антон Антонович — фармаколог, професор медичного відділення КВЖК.
- Трітшель Карл Генріхович — терапевт, професор медичного відділення КВЖК.
- Чернов Василь Єгорович — педіатр, професор медичного відділення КВЖК.
- Шимановський Олександр Федорович — офтальмолог, професор медичного відділення КВЖК.

### Інші
- Смирнова-Замкова Олександра Іванівна
- Каришева Ксенія Олександрівна

## Відомі випускниці
- Валентина Радзимовська (1912)
- Людмила Дмитрова (1913)
- Серафима Виноградова (1915)
- Груня Сухарєва (1915)
- Марія Кащенко (1916)
- Віра Балабан (1916)
- Марія Яцимірська (1920)